# ブリシゲッラ
ブリシゲッラ（伊: Brisighella）は、イタリア共和国エミリア＝ロマーニャ州ラヴェンナ県にある、人口約7,200人の基礎自治体（コムーネ）。

## 地理

### 位置・広がり
ラヴェンナ県南西部に位置するコムーネで、トスカーナ州と境界を接する。

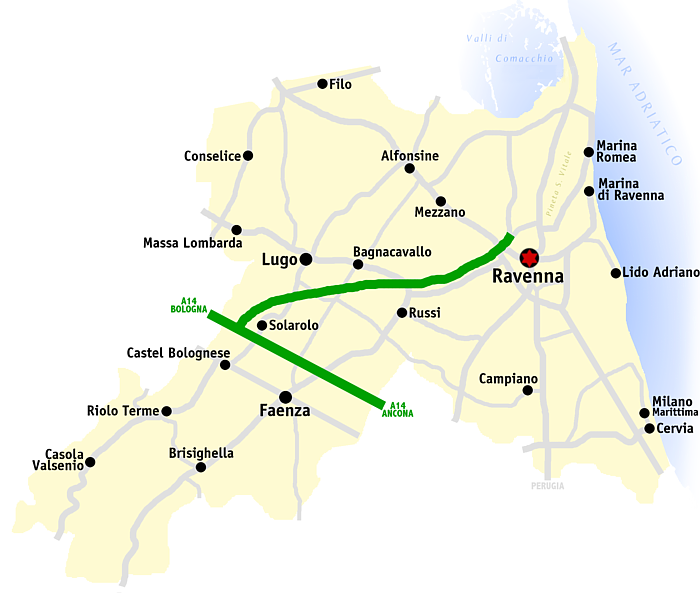
ラヴェンナ県概略図

#### 隣接コムーネ
隣接するコムーネは以下の通り。括弧内のFCはフォルリ＝チェゼーナ県、FIはフィレンツェ県所属を示す。
- リオーロ・テルメ - 北
- ファエンツァ - 北東
- フォルリ (FC) - 東
- カストロカーロ・テルメ・エ・テッラ・デル・ソーレ (FC) - 南東
- モディリアーナ (FC) - 南
- マッラーディ (FI) - 南西
- パラッツオーロ・スル・セーニオ (FI) - 南西
- カーゾラ・ヴァルセーニオ - 西

### 地勢
- ラモーネ川 (it:Lamone (fiume))

### 気候分類・地震分類
ブリシゲッラにおけるイタリアの気候分類 (it) および度日は、zona E, 2396 GGである。
また、イタリアの地震リスク階級 (it) では、zona 2 (sismicità media) に分類される。

## 行政区画
ブリシゲッラには以下の分離集落（フラツィオーネ）がある。
- Boesimo, Casale, Castellina, Croce Daniele, Fognano, Fornazzano, La strada, Marzeno, Monteromano, Pietramora, Purocielo, Rontana, San Cassiano, San Martino, Urbiano, Villa San Giorgio in Vezzano, Zattaglia

## 文化・観光
「スローシティ」加盟都市、「イタリアの最も美しい村」クラブ加盟コムーネである。

### 記念物など
- Torre dell'Orologio(時計塔)

## 交通

### 道路
おおむね北および西を優先し、通過点もしくはその近傍の地名を示す。〔　〕内はコムーネ外。
国道など
- SP302 (it:Strada statale 302 Brisighellese Ravennate) 
〔ラヴェンナ - ファエンツァ〕 - ブリシゲッラ- フォニャーノ - ラ・ストラーダ - サンテウフェミア - サン・カッシアーノ - 〔ボルゴ・サン・ロレンツォ - フィレンツェ〕

### 鉄道
- RFI（旧イタリア国鉄）運営

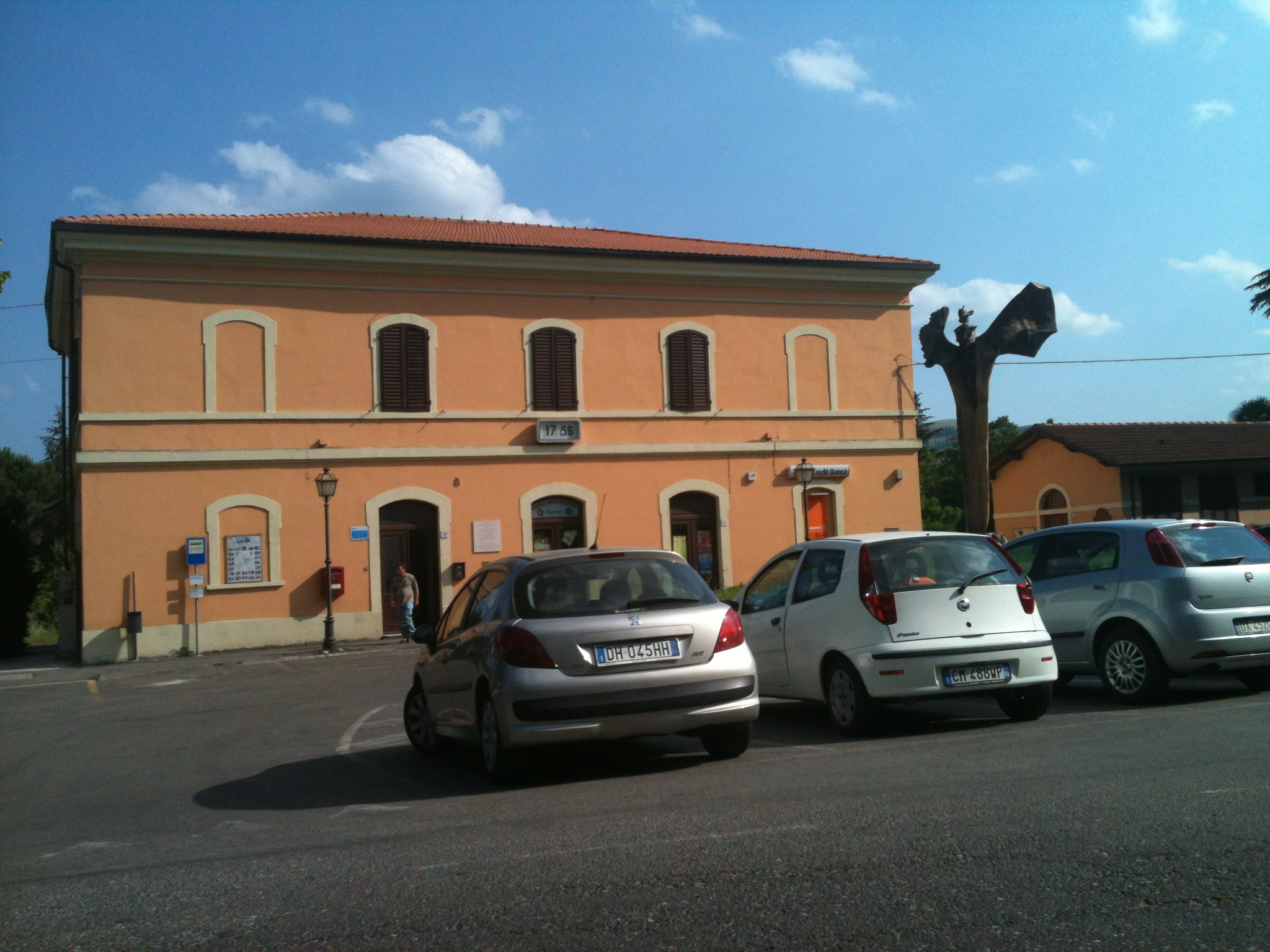
ブリシゲッラ駅

  - フィレンツェ＝ファエンツァ線（イタリア語版）
〔ファエンツァ〕 - ブリシゲッラ駅 (it)  - フォニャーノ駅 (it)  - ストラーダ・カザーレ駅 (it)  - サンテウフェミア・ディ・ブリシゲッラ駅 (it)  - サン・カッシアーノ駅 (it)  - サン・マルティーノ・イン・ガッタラ駅 (it)  - 〔ボルゴ・サン・ロレンツォ - フィレンツェ〕